# Gipfelstürmer Live
Gipfelstürmer Live é o sexto álbum ao vivo da banda alemã Unheilig, lançado em 19 de junho de 2015.

## Gravação e edições
Foi gravado no dia 9 de abril de 2015 na GETEC Arena em Magdeburgo, uma versão lançada somente para a Áustria, chamada Gipfelstürmer Live in Österreich foi gravado no dia 6 de abril no Wiener Stadthalle em Viena. Diferente dos outros lançamentos ao vivo, este não foi lançado em vídeo.
A capa do disco é a mesma do Gipfelstürmer, porém em coloração azul, e na edição Live in Österreich tem uma coloração azul mais clara. 

## Lista de Faixas
A maioria das canções são do Gipfelstürmer, com exceção de Echo, Hand in Hand e Der Gipfel. Echo foi tocada ao vivo pela primeira vez em Frankfurt no dia 30 de janeiro de 2016.

### CD 1
| N.º | Título                        | Duração |  |
| 1.  | "Der Berg"                    | 5:07    |  |
| 2.  | "Hinunter bis auf Eins"       | 3:29    |  |
| 3.  | "Wir sind alle wie eins"      | 4:16    |  |
| 4.  | "Dem Himmel so nah"           | 4:42    |  |
| 5.  | "Mein Berg"                   | 4:39    |  |
| 6.  | "Wir sind die Gipfelstürmer"  | 4:45    |  |
| 7.  | "Alles hat seine Zeit"        | 4:36    |  |
| 8.  | "Unter deiner Flagge"         | 4:33    |  |
| 9.  | "Goldrausch"                  | 5:06    |  |
| 10. | "Lichter der Stadt"           | 4:33    |  |
| 11. | "Zwischen Licht und Schatten" | 6:17    |  |

### CD 2
| N.º | Título                      | Duração |  |
| 1.  | "Held für einen Tag"        | 5:25    |  |
| 2.  | "Wie in guten alten Zeiten" | 5:24    |  |
| 3.  | "Glück auf das Leben"       | 4:14    |  |
| 4.  | "Die Weisheiten des Lebens" | 5:02    |  |
| 5.  | "Grosse Freiheit"           | 4:23    |  |
| 6.  | "Geboren um zu leben"       | 10:09   |  |
| 7.  | "Maschine"                  | 7:10    |  |
| 8.  | "Für immer"                 | 3:40    |  |
| 9.  | "Zeit zu gehen"             | 5:31    |  |

## Posição nas paradas
| Paradas  | Posição |
| -------- | ------- |
| Alemanha | 2       |
| Áustria  | 2       |
| Suíça    | 2       |

## Créditos
- Der Graf - Vocais/Produção
- Christoph "Licky" Termühlen - Guitarra
- Henning Verlage - Teclados/Programação/Produção
- Martin "Potti" Potthoff - Bateria/Percussão